# Ausleben
Ausleben est une commune allemande de l'arrondissement de la Börde, Land de Saxe-Anhalt.

## Géographie
Ausleben se situe entre la Magdeburger Börde et l'Elm, entre la Lappwald au nord et la Hohes Holz au sud-est.
La commune comprend les quartiers d'Ausleben, Ottleben, Üplingen et Warsleben.
|             | Völpke          | Eilsleben    |
| Hötensleben | Ausleben        | Oschersleben |
|             | Am Großen Bruch |              |

Ausleben se trouve sur la Bundesstraße 245.

## Histoire
Ausleben est mentionné pour la première fois en 1208, Üplingen en 1049, Ottleben en 1108 et Warsleben en 1112.
En juillet 1950, les municipalités d'Ottleben et Warsleben (avec le quartier d'Üplingen) fusionnent avec Ausleben.

## Personnalités liées à la commune
- Walter Möllenberg (1879-1951), historien
- Heinrich Gans (1890-1973), peintre
- Magdalene Siebenbrodt (1920-2007), linguiste

## Source, notes et références
- (de) Cet article est partiellement ou en totalité issu de l’article de Wikipédia en allemand intitulé « Ausleben » (voir la liste des auteurs).